# Cerkiew św. Pantaleona w Atenach
Cerkiew św. Pantaleona (gr. Άγιος Παντελεήμων Αχαρνών) – neobizantyjska cerkiew należąca do Greckiego Kościoła Prawosławnego, zlokalizowana w centrum Aten. Jest największym kościołem w Atenach.

## Historia
Budowę cerkwi zainaugurował król Grecji Jerzy I 12 września 1910 r., jednak prace faktycznie rozpoczęły się dopiero w latach 20. XX wieku, według projektu Ioannisa Papadakisa. W latach 1929–1930 ukończono szkielet betonowej kopuły. W dniu 22 czerwca 1930 r. otwarto tymczasowy kościół zlokalizowany pod kopułą.
Ostateczny projekt świątyni wykonał architekt Georgios Nomikos. W 1951 r. zburzono tymczasowa świątynię pod kopułą. Budowa cerkwi trwała do wczesnych lat 80. XX wieku. Od 1984 r. artysta Janis Karusos rozpoczął przyozdabianie malowidłami wnętrza świątyni, co zajęło mu 23 lata.
Maksymalna długość cerkwi wynosi 58 metrów, szerokość – 45 metrów, powierzchnia kopuły – 1518 m², a jej średnica ma 32 metry.